# Сарышево (Альшеевский район)
Сарышево (баш. Һарыш) — деревня в Чебенлинском сельсовете Альшеевского района Республики Башкортостан России.

## География
Находится на левом берегу реки Дёмы.
Расстояние до:
- районного центра (Раевский): 23 км,
- центра сельсовета (Чебенли): 5 км,
- ближайшей железнодорожной станции (Раевка): 25 км.

## Население
| 2002 | 2009 | 2010 |
| ---- | ---- | ---- |
| 206  | ↗227 | ↘180 |

Национальный состав
Согласно переписи 2002 года, преобладающая национальность — башкиры (98 %).

## Известные уроженцы
- Юнусова (Идельбаева) Гульфия Азнагуловна  (башк. Гөлфиә Аҙнағол ҡыҙы Юнысова (Иҙелбаева); род. 10 сентября 1948 года) — башкирская поэтесса, член Союза писателей Республики Башкортостан (1974), член Союза журналистов Республики Башкортостан (1979).